# Bánh xe cầu nguyện

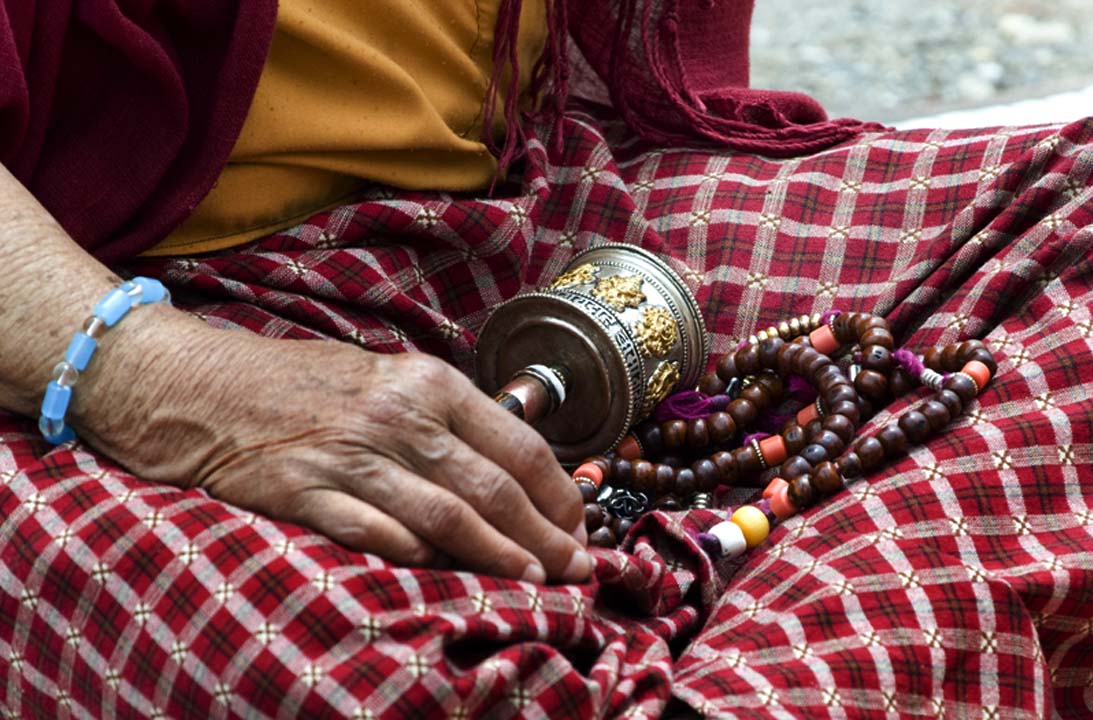
Bánh xe kinh luân trên tay một nhà sư

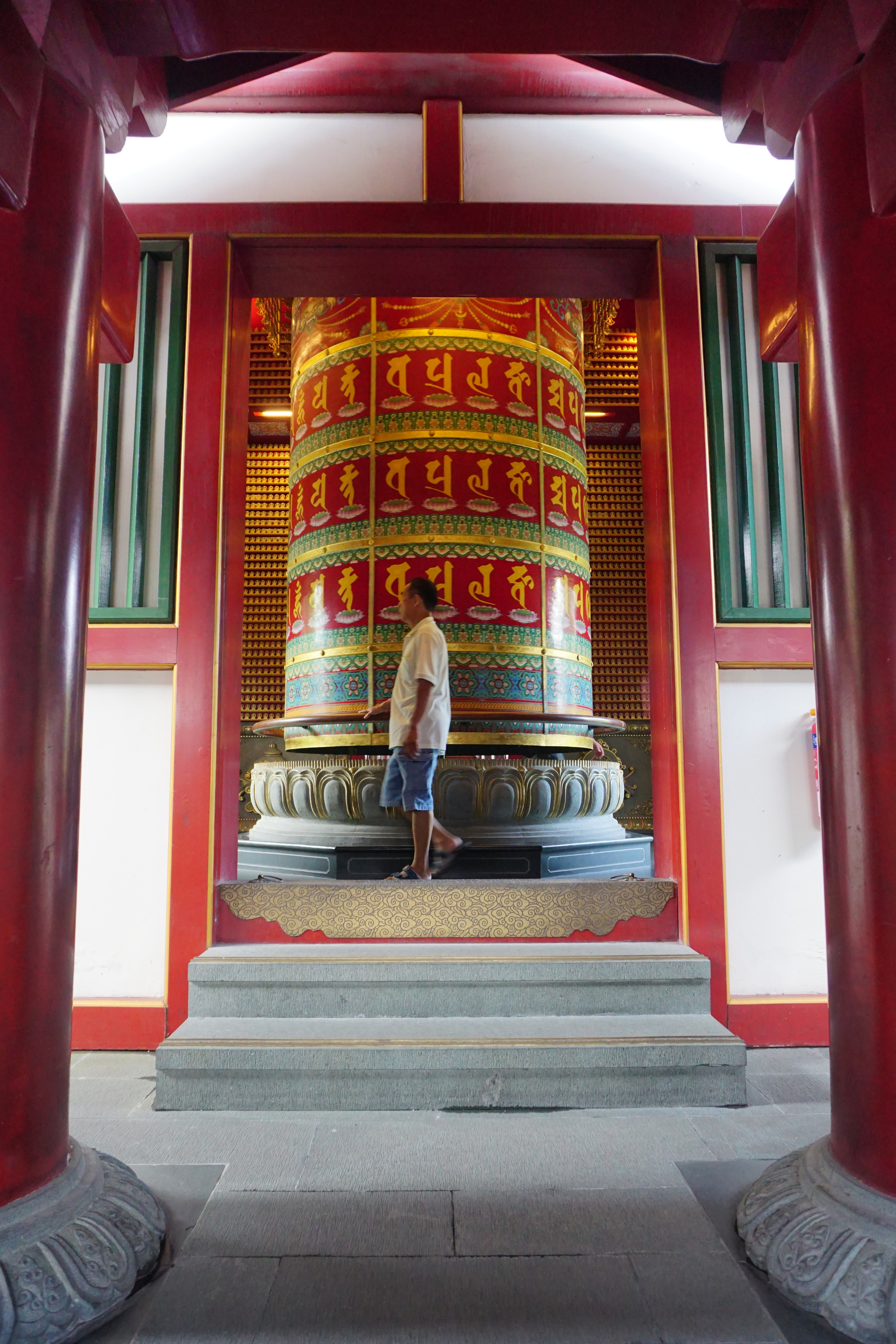
Một đại kinh luân (bánh xe lớn)

Bánh xe cầu nguyện hay còn gọi là Kinh luân là một bánh xe hình trụ (chữ Tạng: འཁོར་ལོ།; Wylie: khor lo) trên một trục chính làm từ kim loại, gỗ, đá, da thuộc hoặc sợi bông thô. Theo truyền thống, câu thần chú Om Mani Padme Hum được viết bằng ngôn ngữ Newari của Nepal, ở bên ngoài bánh xe. Cũng đôi khi được miêu tả là Không hành nữ, Người bảo vệ và rất thường thấy là 8 biểu tượng tốt lành Ashtamangala. Tại lõi của hình trụ là một "Cây sự sống" thường được làm bằng gỗ hoặc kim loại với một số câu thần chú được viết trên hoặc quấn quanh nó. Hàng ngàn (hoặc trong trường hợp bánh xe cầu nguyện lớn hơn, hàng triệu) thần chú sau đó được quấn quanh cây sự sống này. Thần chú Om Mani Padme Hum được sử dụng phổ biến nhất, nhưng những câu thần chú khác cũng có thể được sử dụng. Theo truyền thống Phật giáo Tây Tạng dựa trên các văn bản truyền thừa liên quan đến bánh xe cầu nguyện, việc quay một bánh xe như vậy sẽ có nhiều tác dụng tương tự như việc đọc lời cầu nguyện bằng miệng. Bánh xe cầu nguyện hoặc còn gọi là bánh xe Mani (chữ Tạng: མ་ནི་ཆོས་འཁོར་; Wylie: mani-chos-'khor). Thuật ngữ Tây Tạng "Mani" là tên gọi thu gọn của tiếng Phạn: Cintamani và "Chos" là tiếng Tây Tạng cho Pháp; và "khor" hoặc "khorlo" có nghĩa là Chakra (Luân xa).

## Thực hành

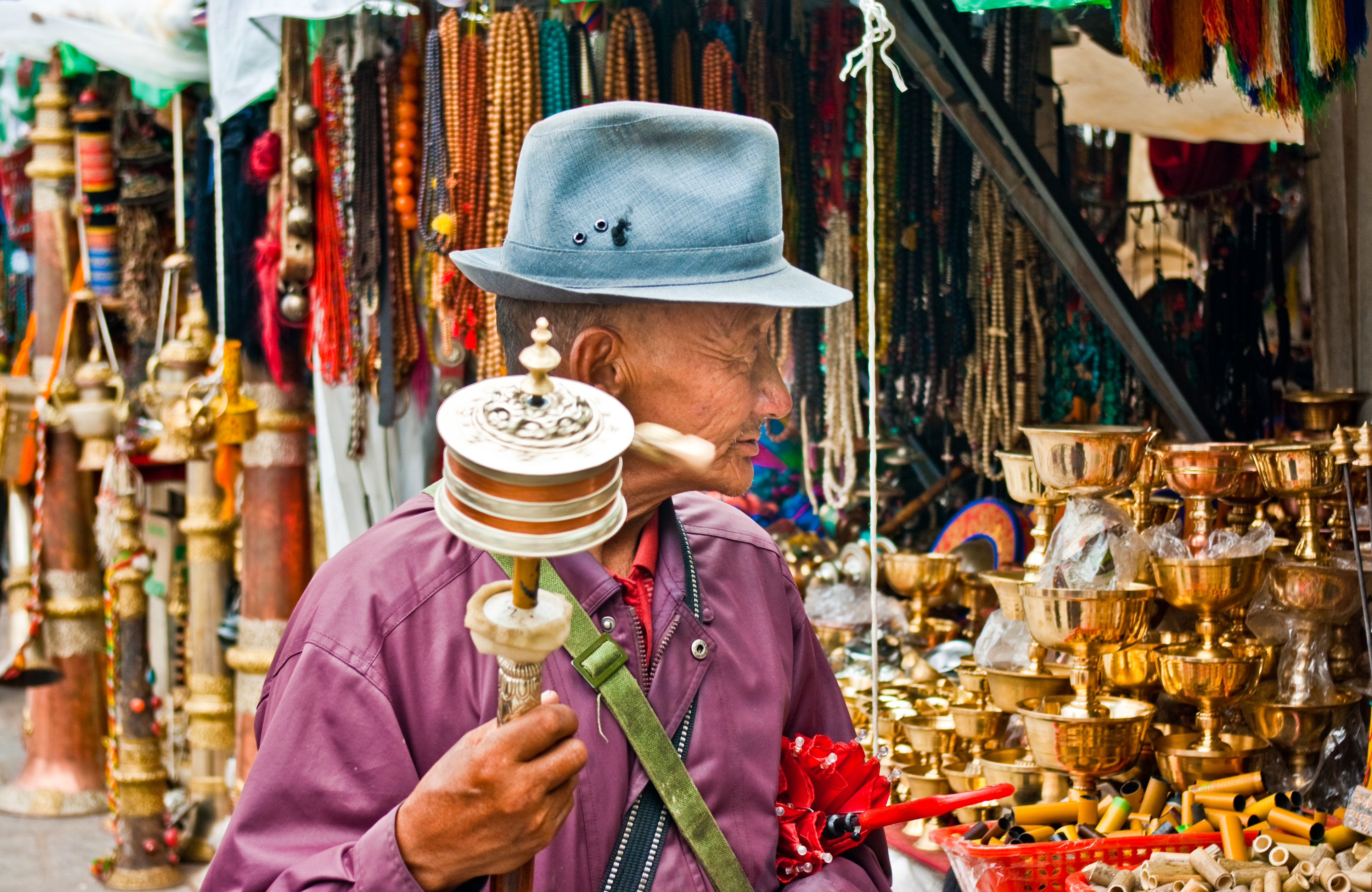
Một cửa hàng bày bán các mẫu bánh xe kinh luân ở Barkhor

### Bánh xe Mani

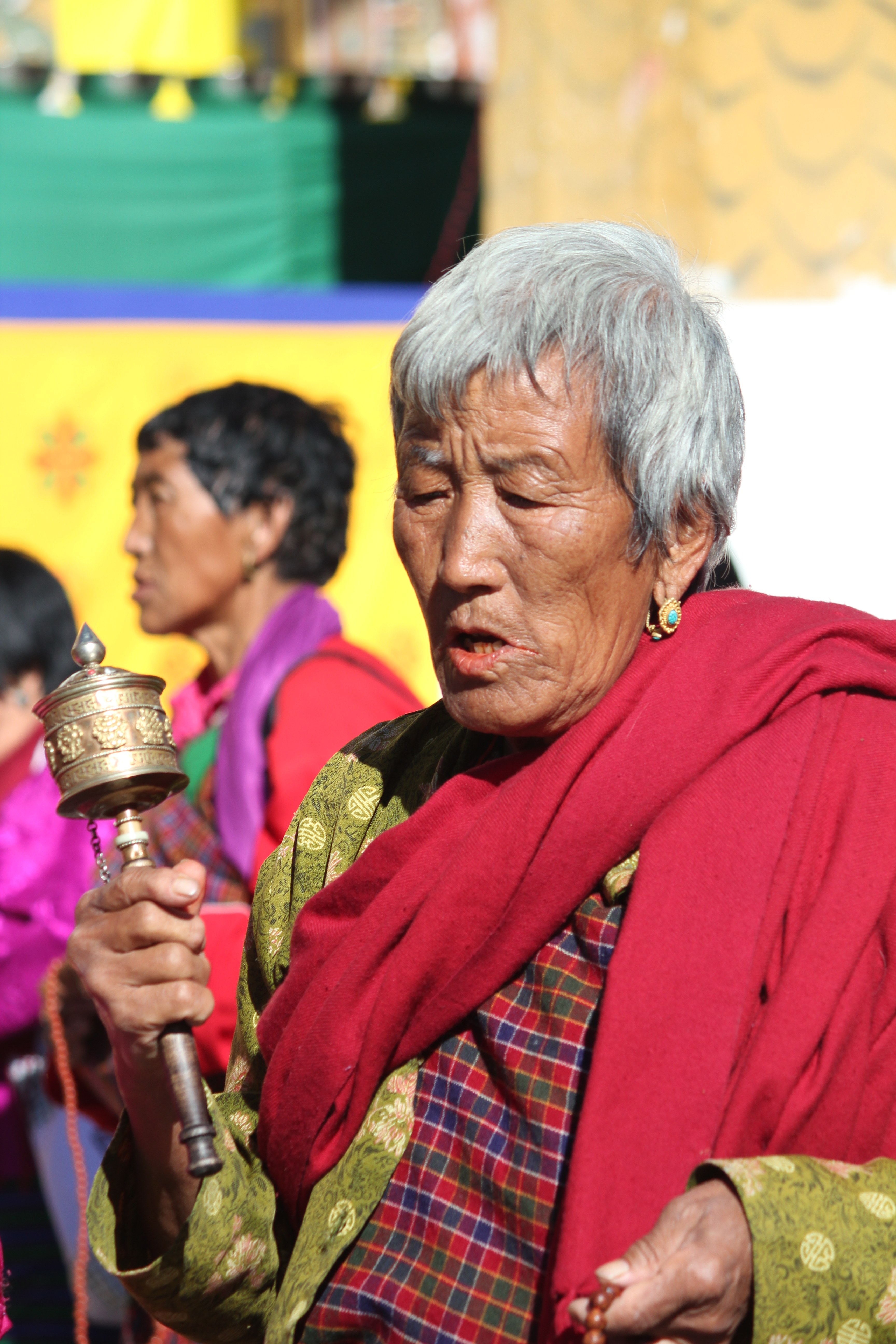
Một nữ tu già ở Thimphu đang quay Kinh luân trên tay

## Thư viện ảnh

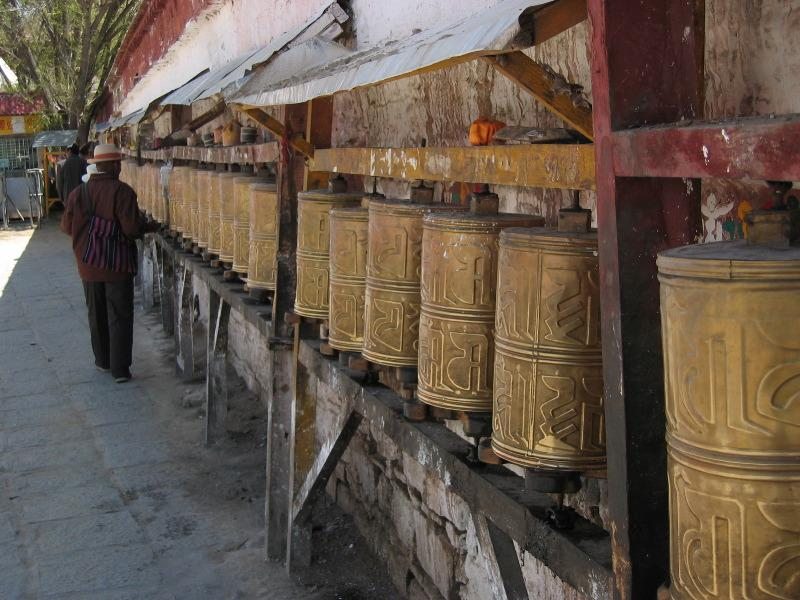
Bánh xe cầu nguyện tại Tu viện Samye.
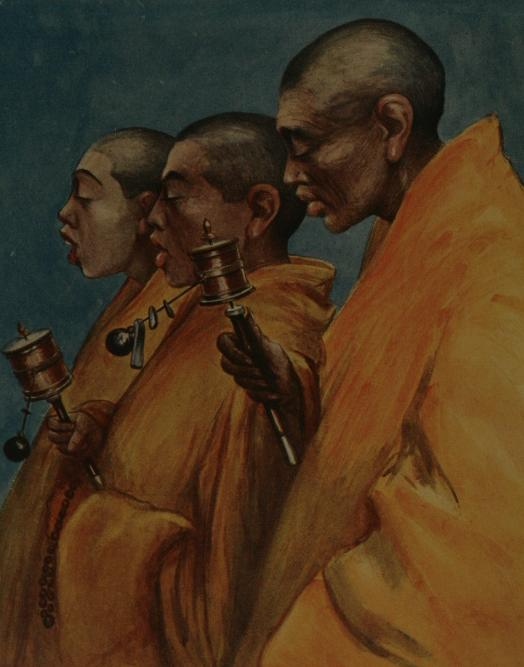
1905 minh họa của các nhà sư với bánh xe cầu nguyện
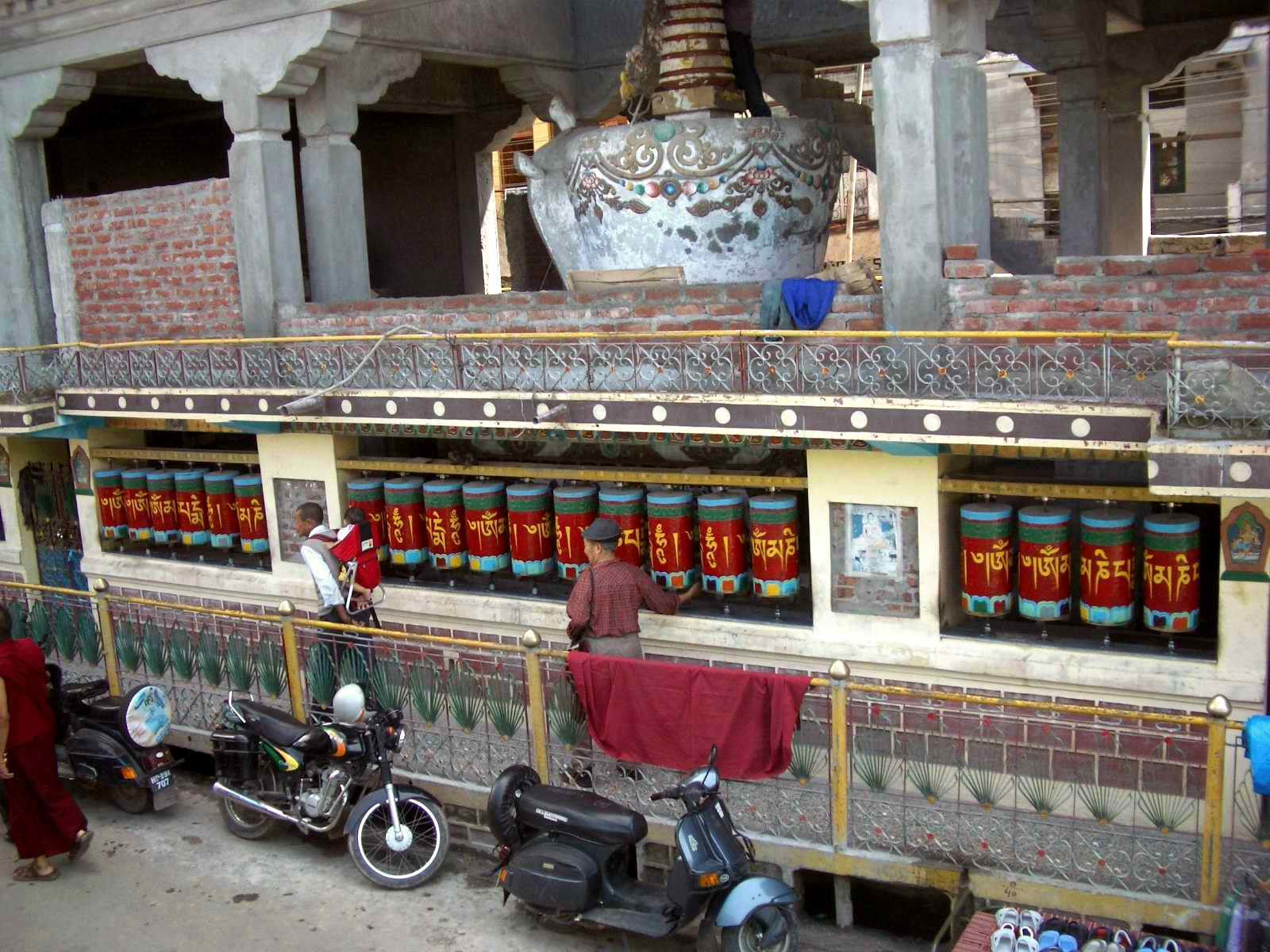
Bảo tháp & bánh xe cầu nguyện. Đường chính, McLeod Ganj.
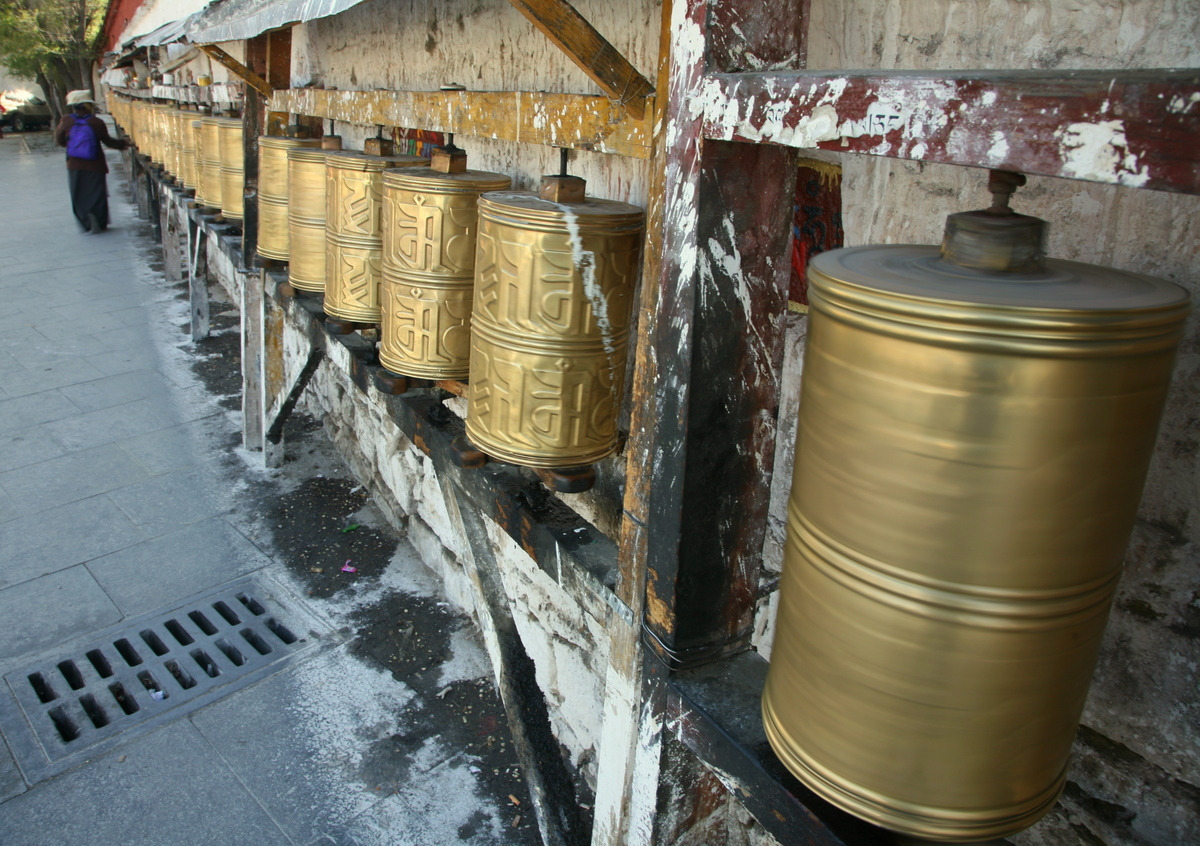
Bánh xe cầu nguyện tại căn cứ của Potala ở Lhasa, Tây Tạng.
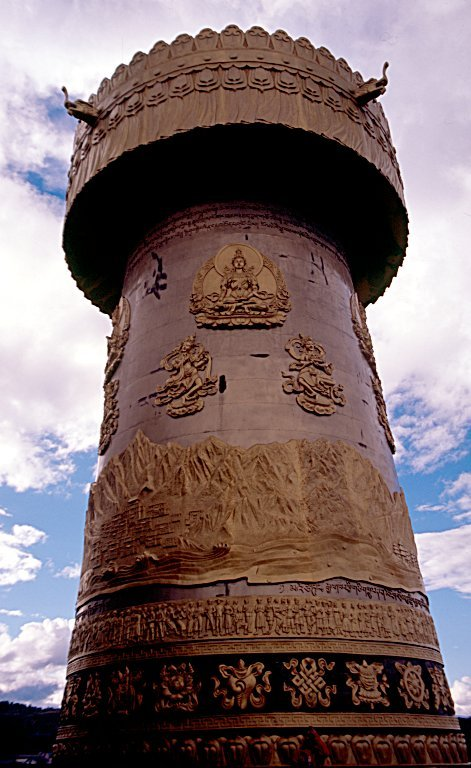
Một bánh xe cầu nguyện tại Đền Dukezong ở huyện Shangri-La, Vân Nam.
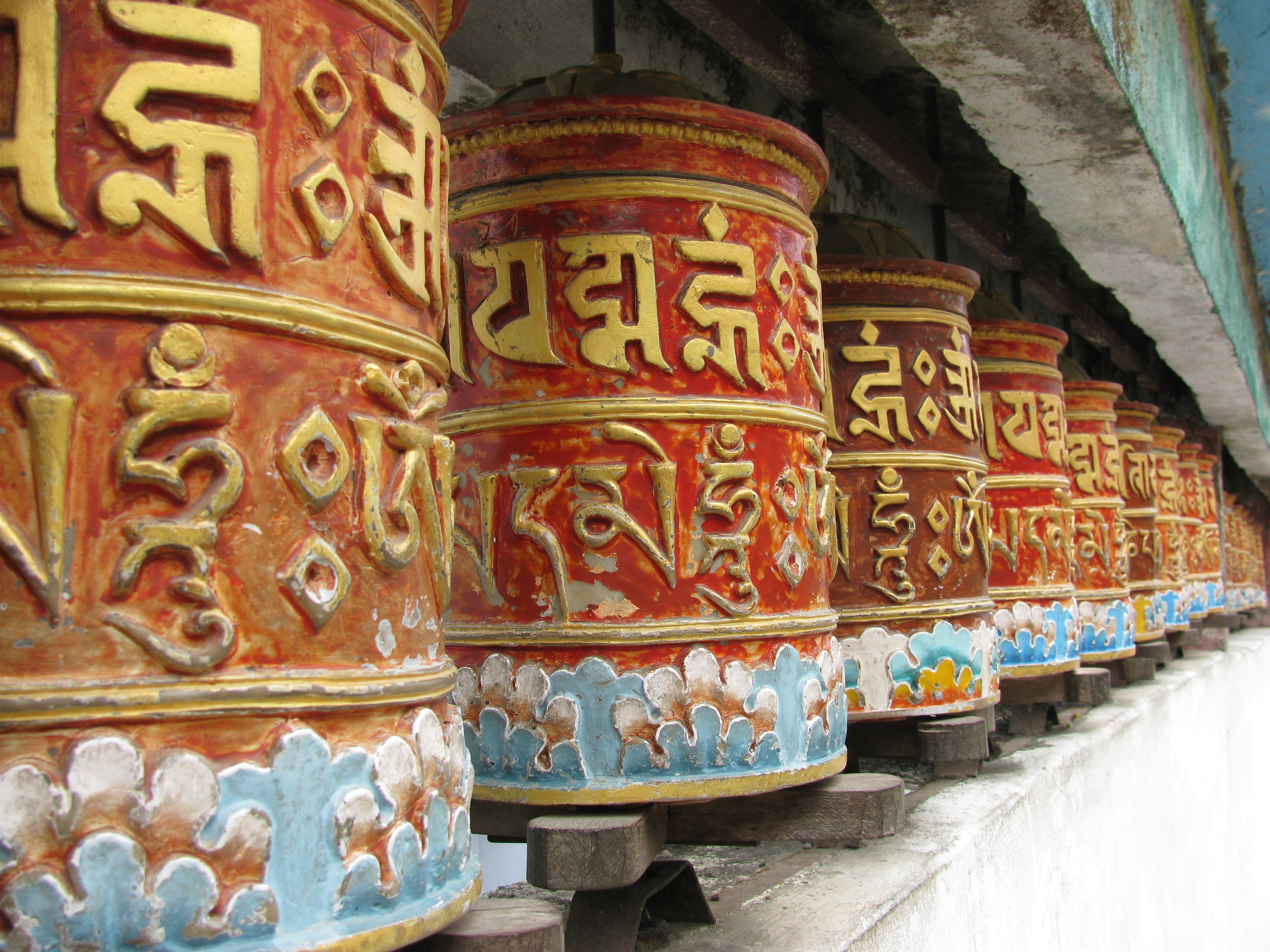
Bánh xe cầu nguyện trong Tu viện Rumtek
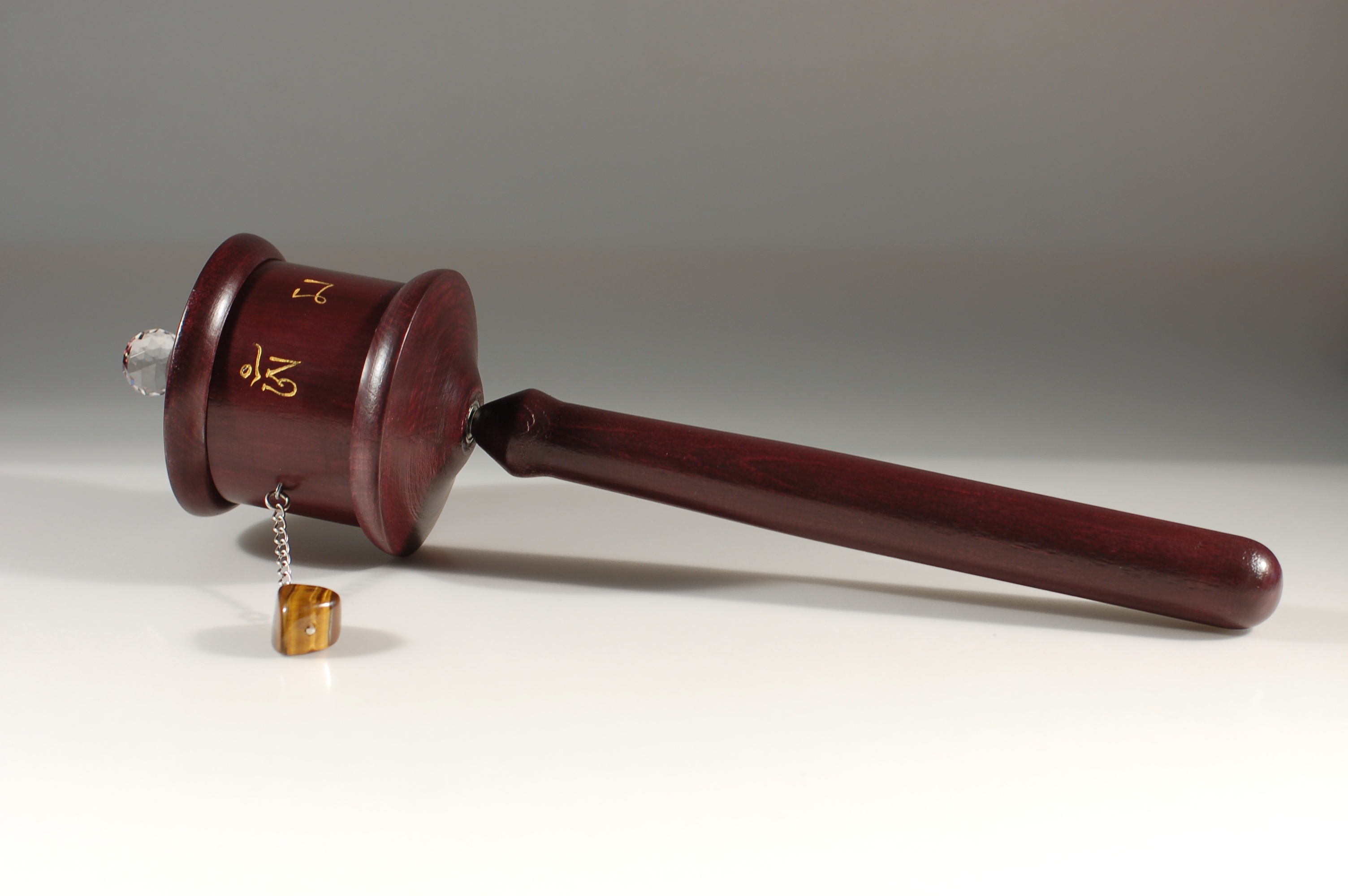
Bánh xe cầu nguyện bằng gỗ
Ba bánh xe cầu nguyện trong huy hiệu của Edmund Hillary
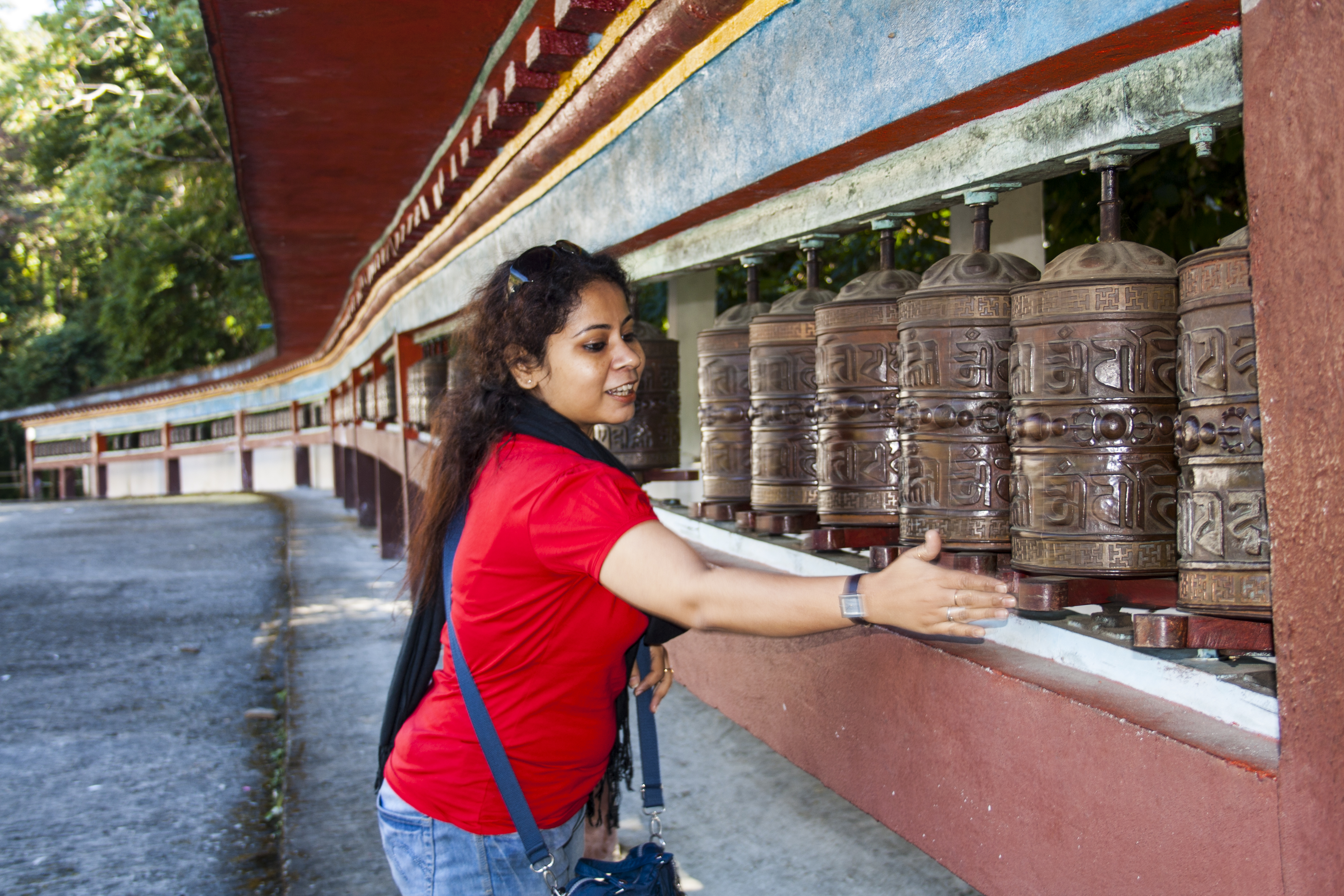
Quay bánh xe cầu nguyện ở Tu viện Rumtek
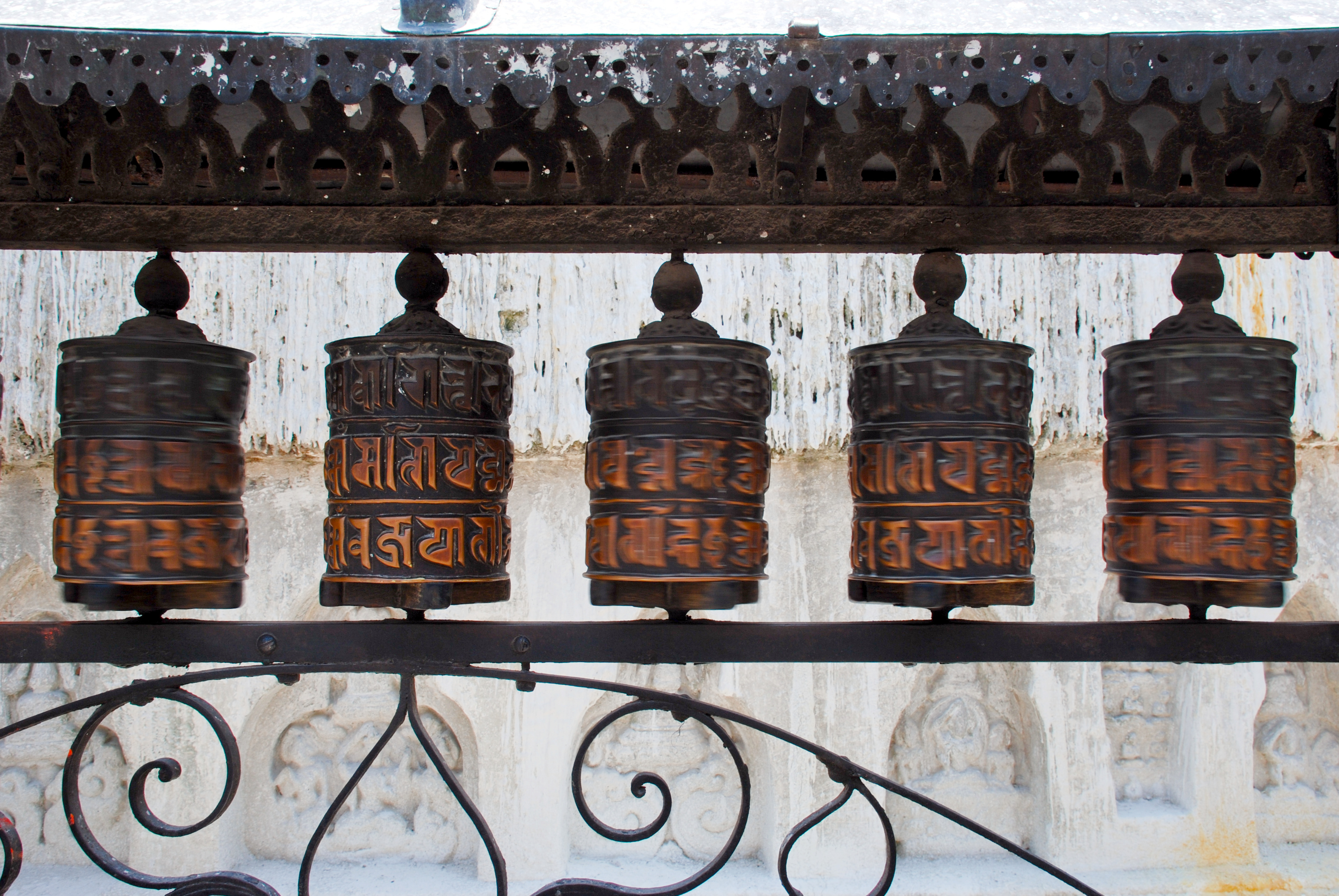
Bánh xe cầu nguyện bằng kim loại lăn quanh bảo tháp Swayambhunath, Kathmandu
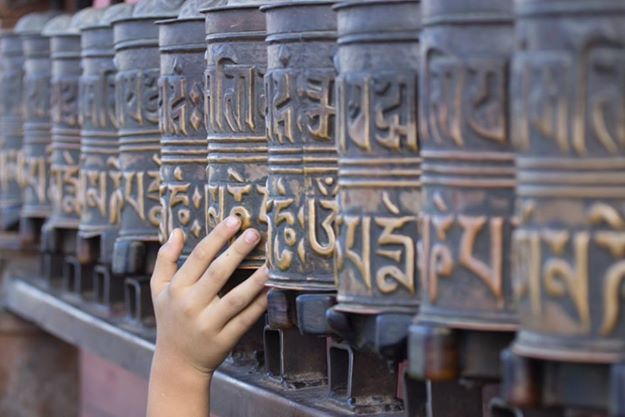
Một cậu bé lăn bánh xe cầu nguyện tại Swayambhunath, Nepal
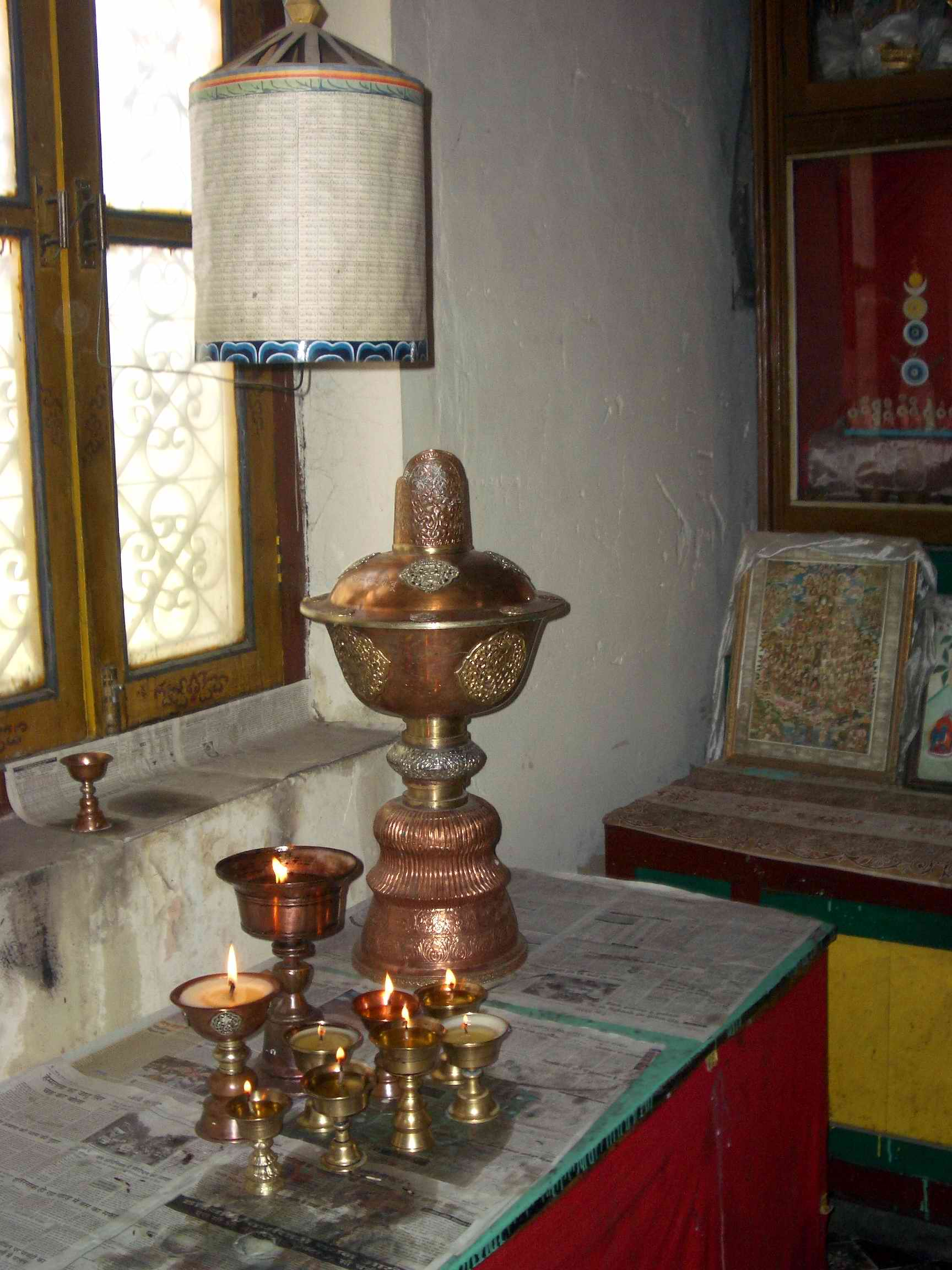
Bánh xe cầu nguyện chạy bằng da thuộc tại Manali, Ấn Độ
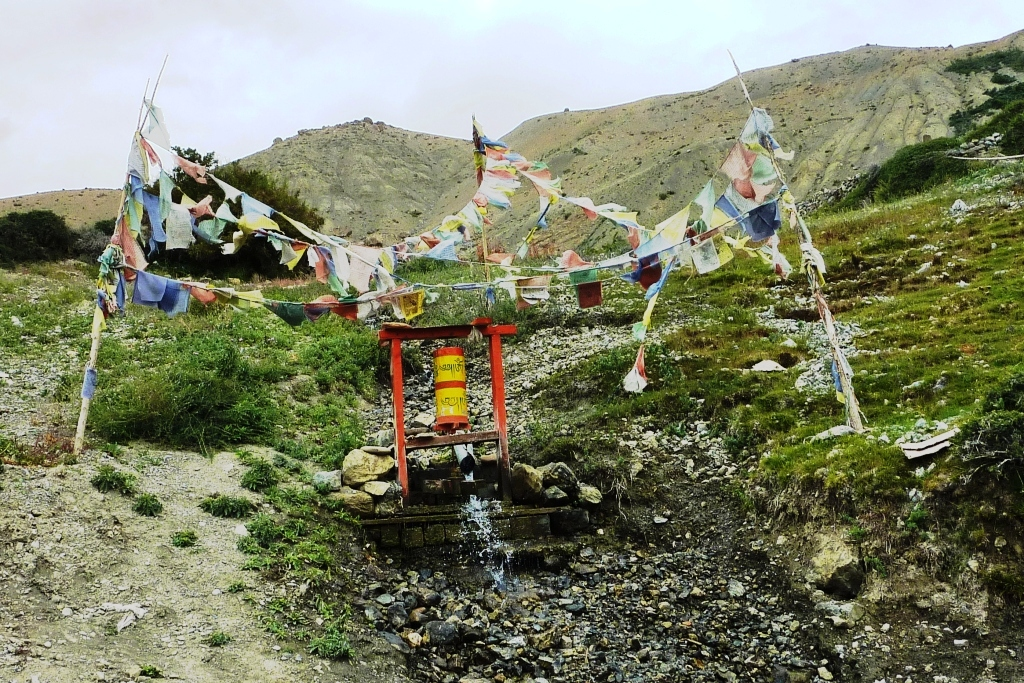
Bánh xe cầu nguyện chạy bằng nước ở Thung lũng Spiti, Ấn Độ
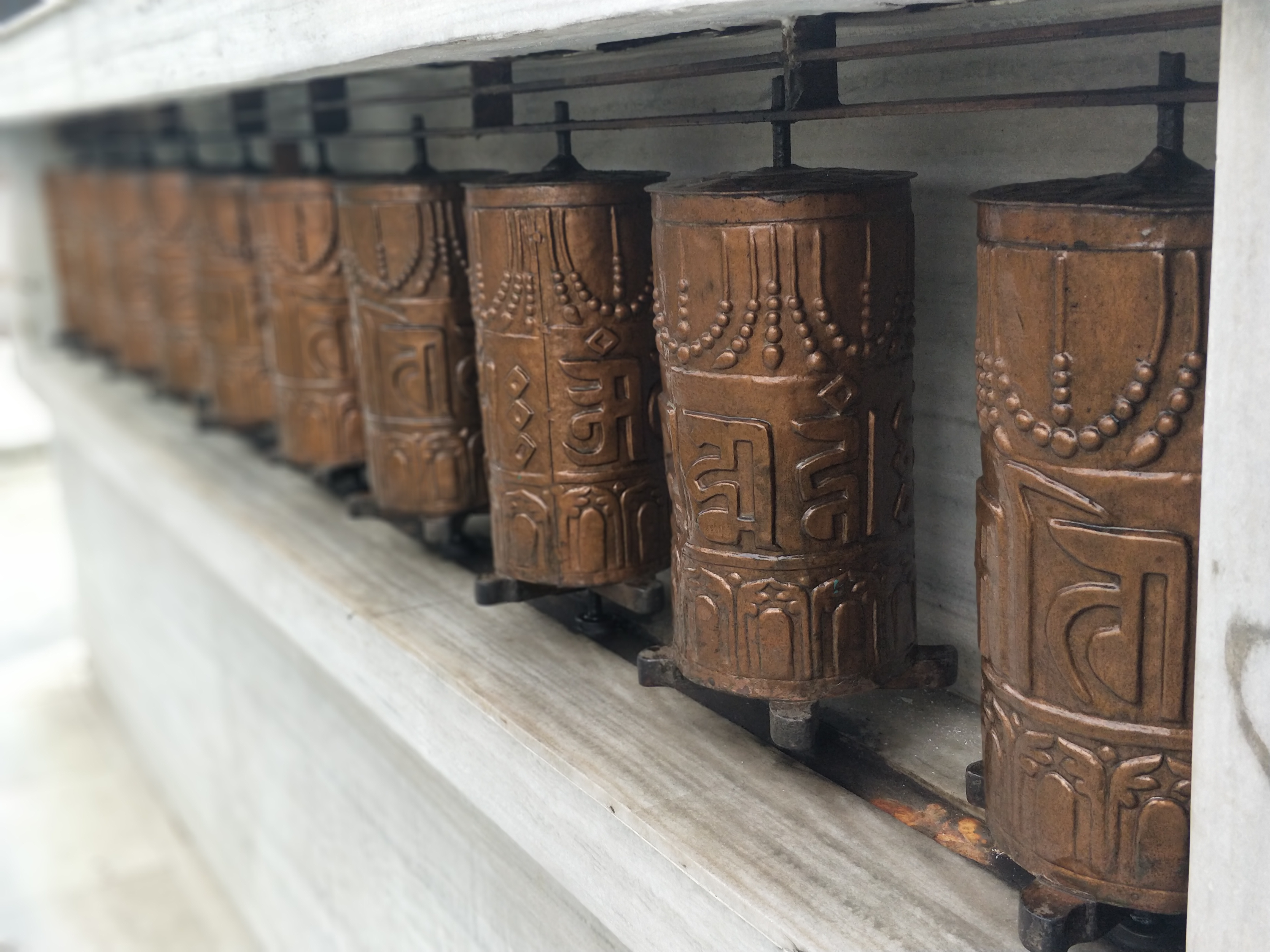
Bánh xe cầu nguyện ở Mussoorie, Ấn Độ
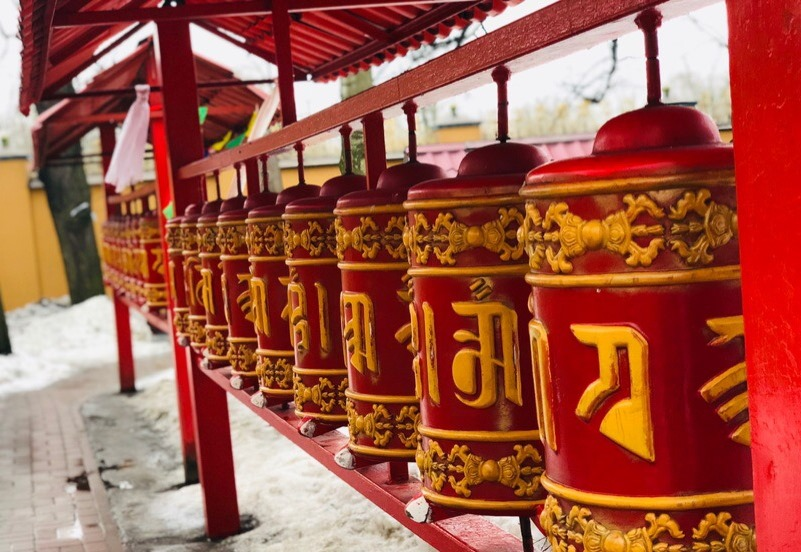
Bánh xe cầu nguyện trong chùa Phật giáo St. Petersburg
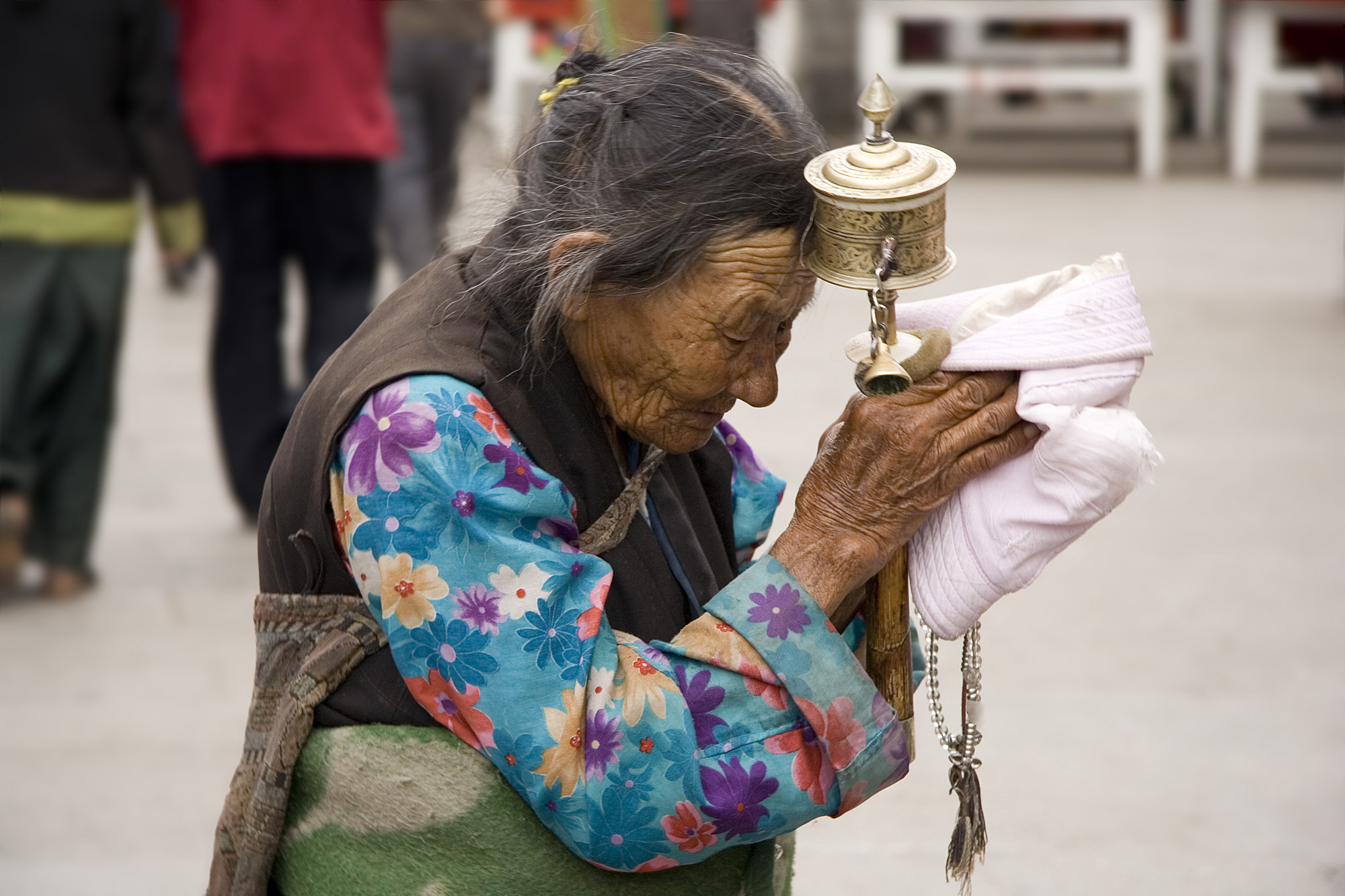
Một phụ nữ Tây Tạng lớn tuổi với một bánh xe cầu nguyện
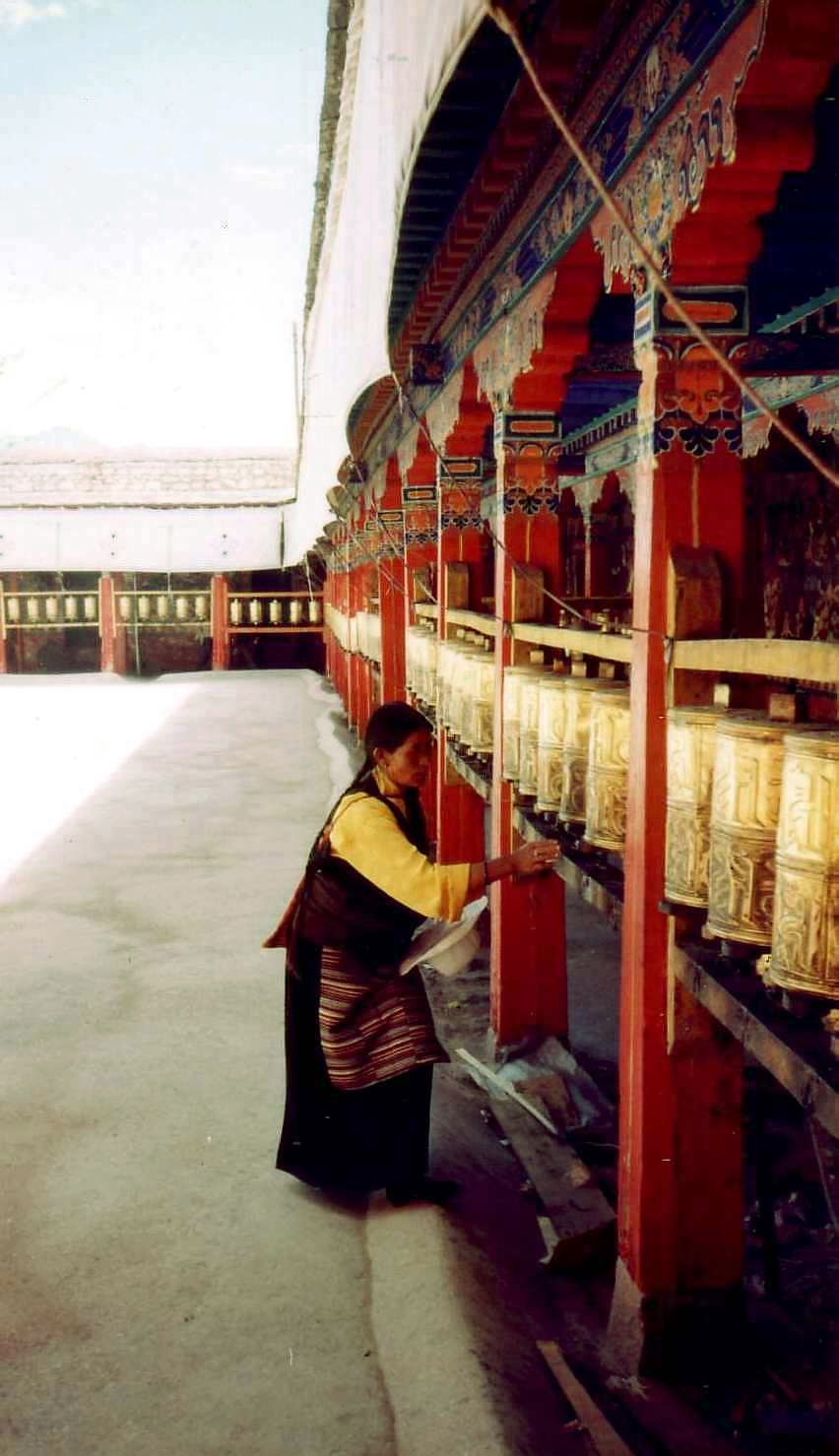
Bánh xe cầu nguyện tại Nechung Chok, Lhasa.
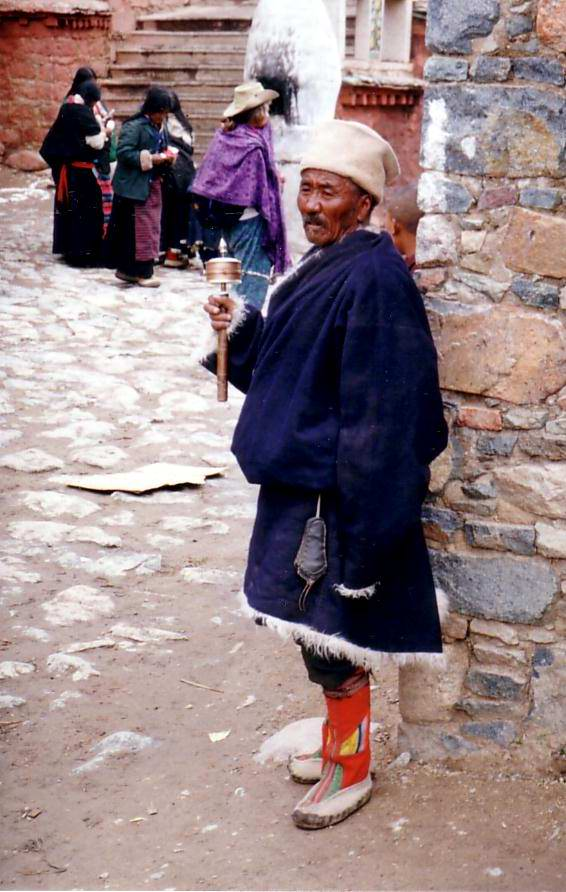
Hành hương với bánh xe cầu nguyện, Tu viện Tsurphu năm 1993